# Дюмон, Огюст
Огюсте́н-Александр Дюмо́н (фр. Augustin-Alexandre Dumont), более известный как Огюст или Огюстен Дюмон (фр. Augustin Dumont; 14 августа 1801, Париж — 28 января 1884, там же) — французский скульптор, представитель парижского академизма, ассоциируемый со школой Пьера Картелье, педагог; старший брат композитора Луизы Фарранк. Член Института Франции — Академии изящных искусств по классу скульптуры (с 1838; на кресле № 1).

## Происхождение Огюстена-Александра Дюмона
Огюстен-Александр Дюмон был сыном скульптора в четвёртом поколении Жак-Эдма Дюмона (1761—1844) и Марии-Элизабет-Луизы Кертон, а также братом пианистки, композитора и музыкального педагога Луизы Фарранк (урождённой Дюмон).
Родоначальником первого поколения семьи был Пьер Дюмон, скульптор второй половины XVII века, эпохи «большого стиля» Короля-Солнце Людовика XIV. Его сын — Жак Дюмон, прозванный «римским» (J. Dumont le Romain, 1701—1781), живописец и гравёр академического направления, работал в Италии, в Риме, с 1752 года возглавлял Королевскую Академию живописи и скульптуры в Париже. Второй сын Пьера Дюмона — Франсуа Дюмон (1687—1726), скульптор. Сыновья Франсуа также стали известными художниками. Один из них, Эдм Дюмон (1720—1775), французский скульптор, был принят в Королевскую академию живописи и скульптуры в 1768 году с известным произведением «Милон Кротонский». Он женился на Мари Берто, и у них родился сын, скульптор Жак-Эдм Дюмон (1761—1844). Ученик О. Пажу, он совершенствовался в Италии, по возвращении в Париж выполнял статуи, бюсты и рельефы для дворцов, публичных зданий и монументов. Сыном Жака-Эдма и был Огюстен-Александр Дюмон.
Огюстен-Александр Дюмон, женившись почти в восемьдесят лет, остался без потомства; его вдова снова вышла замуж за архитектора Леона Гинена, и линия художников Дюмон прервалась.

## Творчество
Получив первые познания в искусстве от своего отца, Огюстен-Александр учился в Школе изящных искусств в Париже под руководством Пьера Картелье и в 1821 году за скульптурную группу «Эвандр, оплакивающий своего сына Палланта» был удостоен Римской премии. Вместе с Франциском Дюре уехал в Италию, где находился в течение семи лет, работал под руководством Антонио Кановы. В Риме создал статую «Фавна, играющего на свирели», группу «Левкотея и Бахус» и барельеф «Бдение Александра Великого». По возвращении в Париж в 1832 году, прославился монументальными статуями и аллегорическими скульптурами для общественных зданий.
Огюст Дюмон является автором статуи Наполеона в образе Юлия Цезаря (1810), копии скульптуры, созданной А. Д. Шоде для Вандомской колонны, воздвигнутой в честь военных побед Бонапарта. В 1814 году она была снята, а в 1818 году переплавлена. В 1863 году император Наполеон III повелел восстановить скульптуру Шоде, что и было выполнено Огюстом Дюмоном. Именно эту статую, отреставрированную и открытую 28 декабря 1875 года, можно видеть и в наше время на вершине колонны Вандомской площади.
Огюстен-Александр Дюмон создал в этом же жанре скульптуру «Гения Свободы» (Génie de la Liberté, 1835), венчающую Июльскую колонну на Площади Бастилии.
Одарённый художник 21 июля 1838 года стал членом Института Франции и с 1863 года профессором Школы изящных искусств, где под его руководством формировалось новое поколение французских скульпторов, среди которых были Жан-Жозеф Перро, Перрен, Бонпальё, Габриэль-Жюль Тома, Жан-Антуан Энжальбер и Эжен-Антуан Эзлен.
Огюст Дюмон скончался 28 января 1884 года в своём доме на набережной Конти, 25 в 6-м округе Парижа. Похоронен на кладбище Монпарнас (10-й отдел).

## Галерея

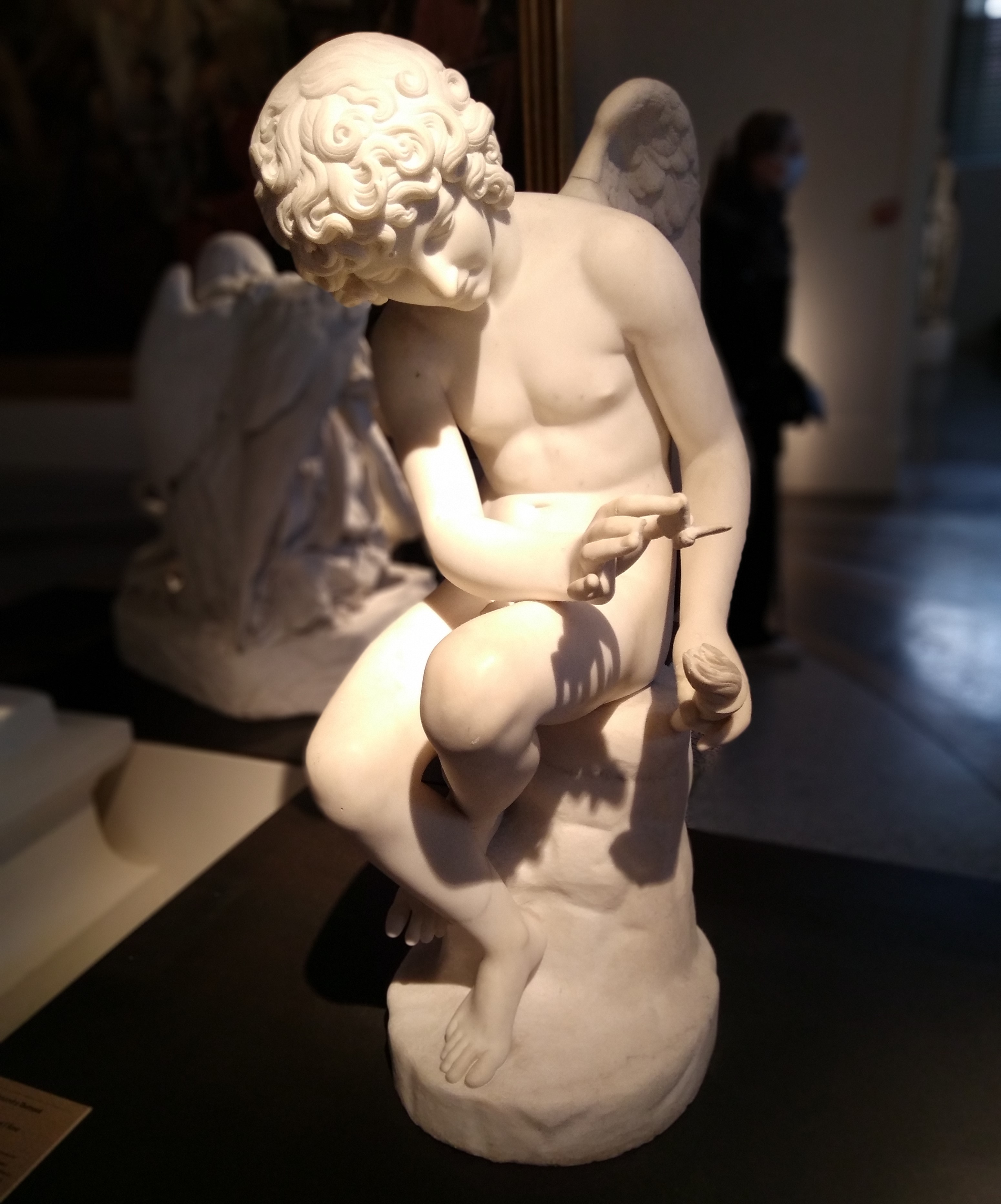
Амур, играющий с бабочкой. 1827. Мрамор. Музей Пикардии, Амьен
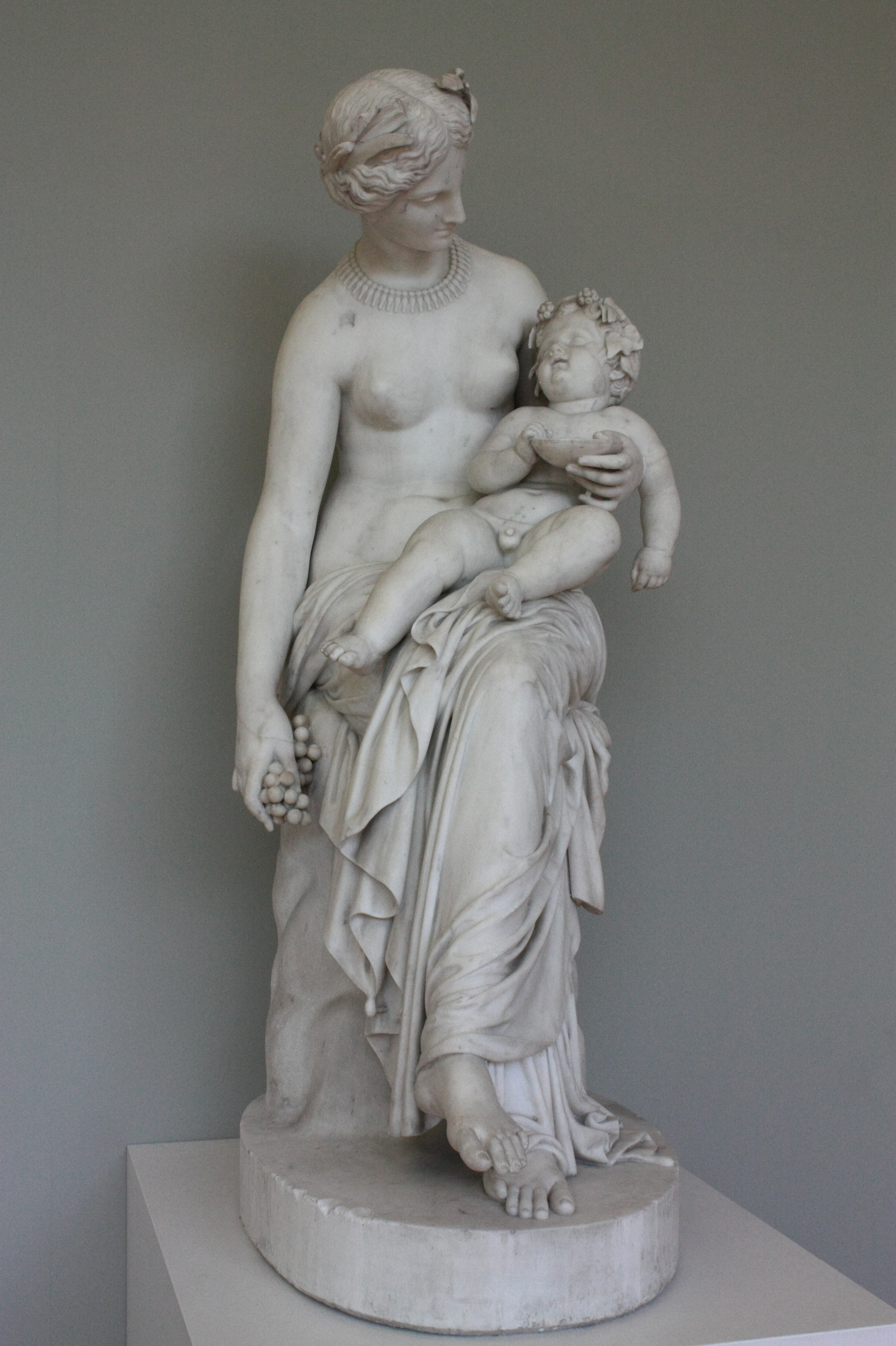
Левкотея и Бахус. 1829. Мрамор. Лувр, Париж
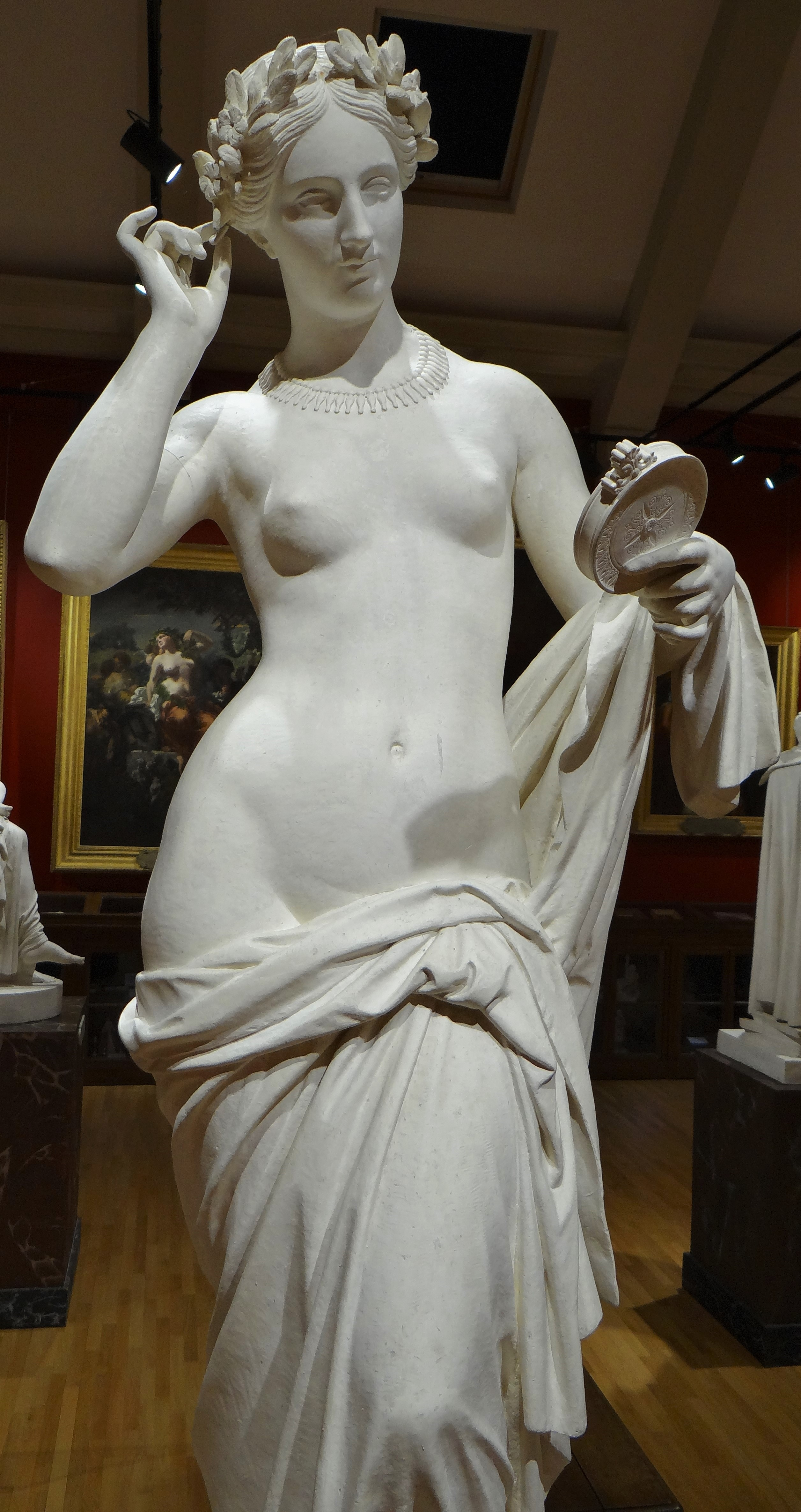
Молодая женщина. Муниципальный музей, Семюр-ан-Осуа, Бургундия
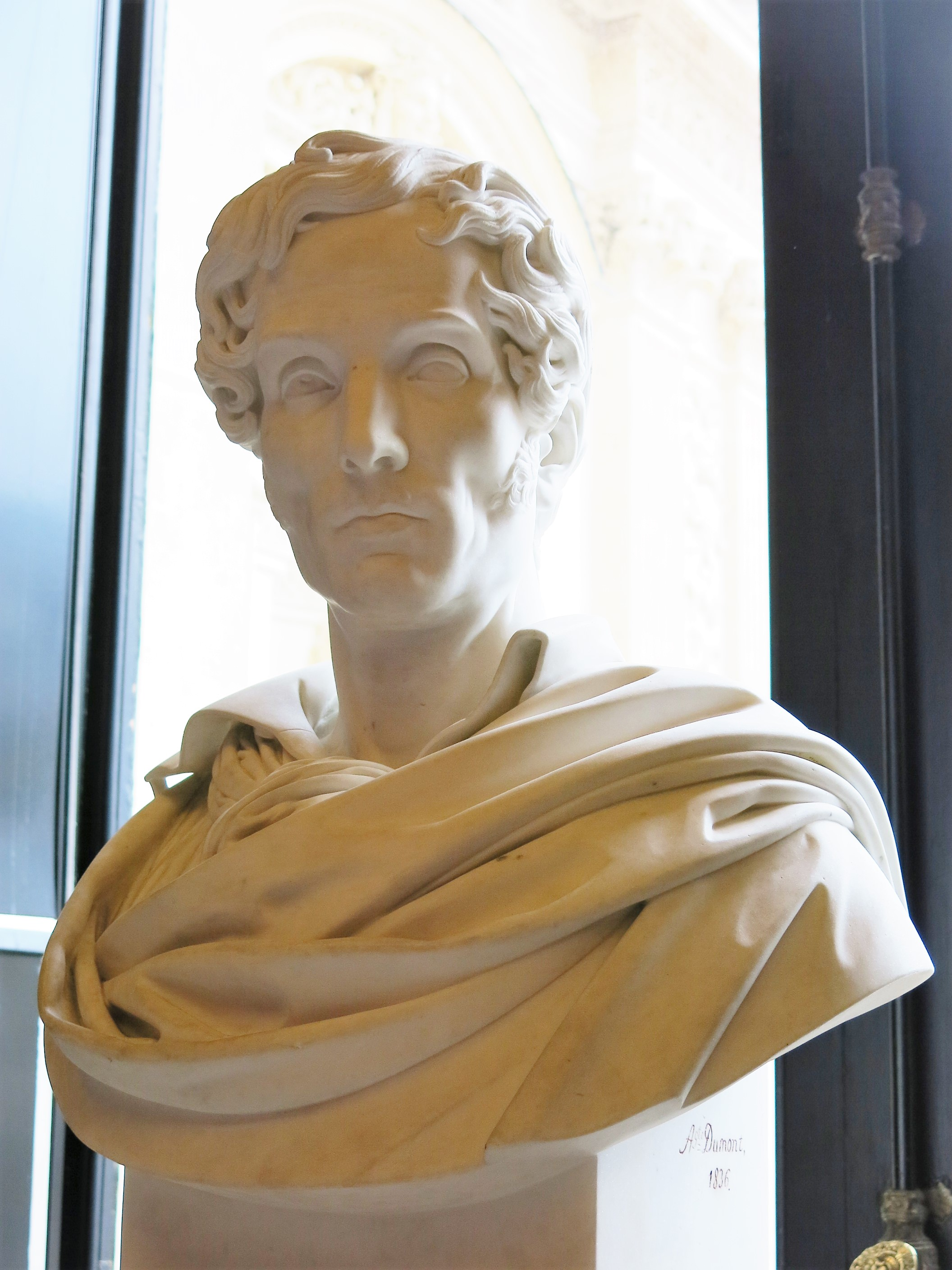
Бюст художника П.-Н. Герена. 1836. Мрамор. Лувр, Париж
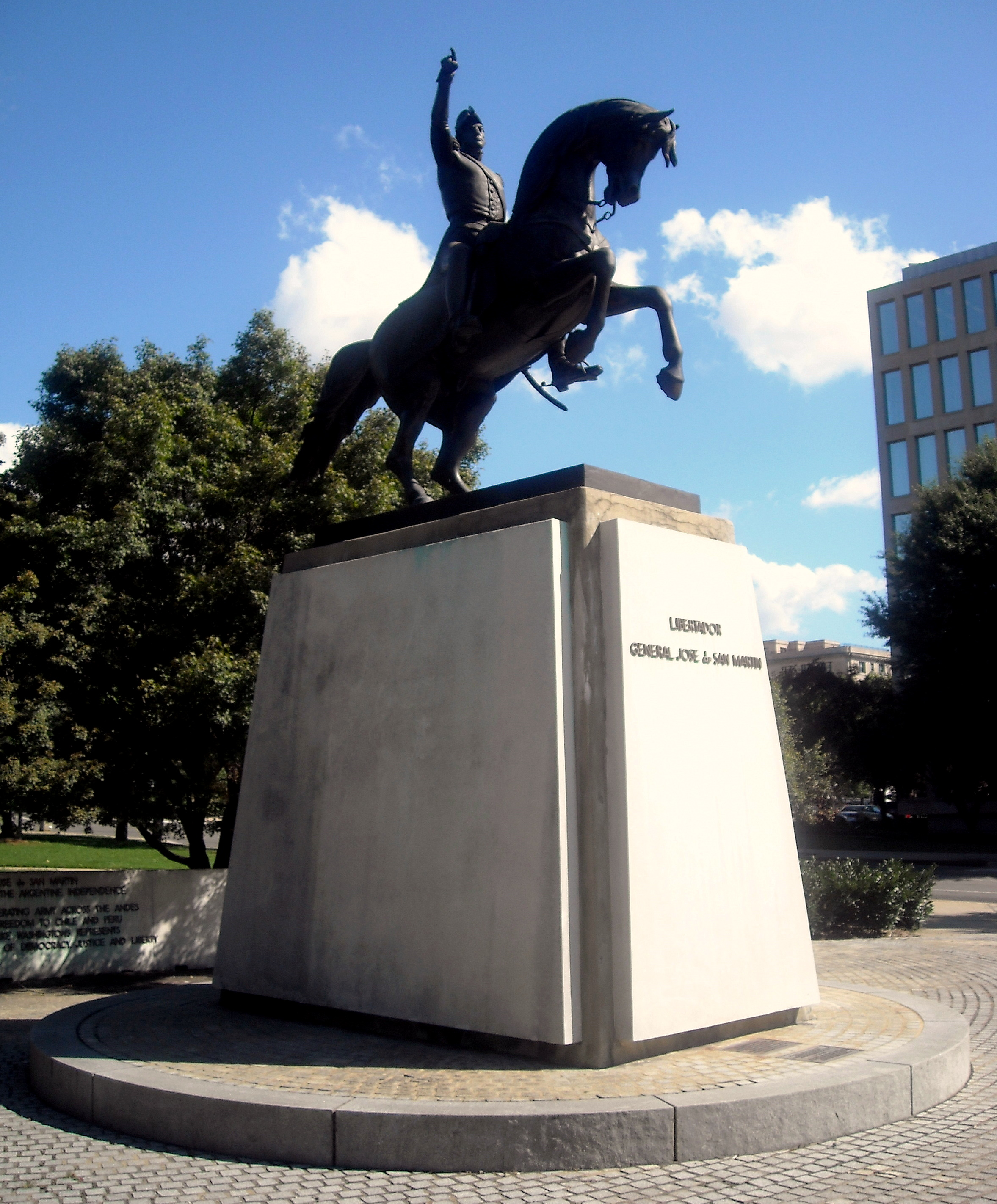
Памятник генералу Хосе де Сан-Мартену. 1862. Вашингтон, США
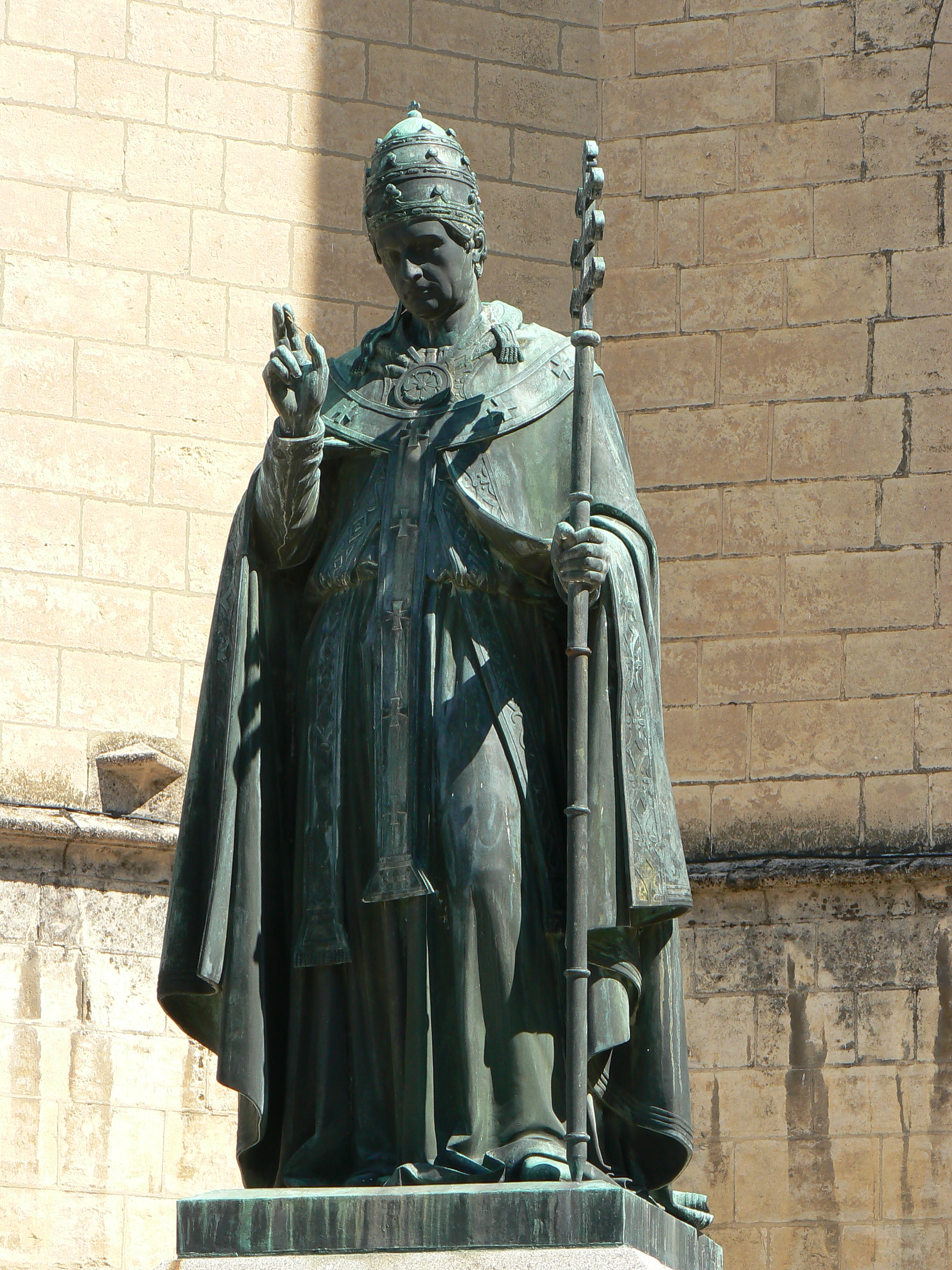
Монумент папе Урбану V. 1874. Манд, Лозер, Франция
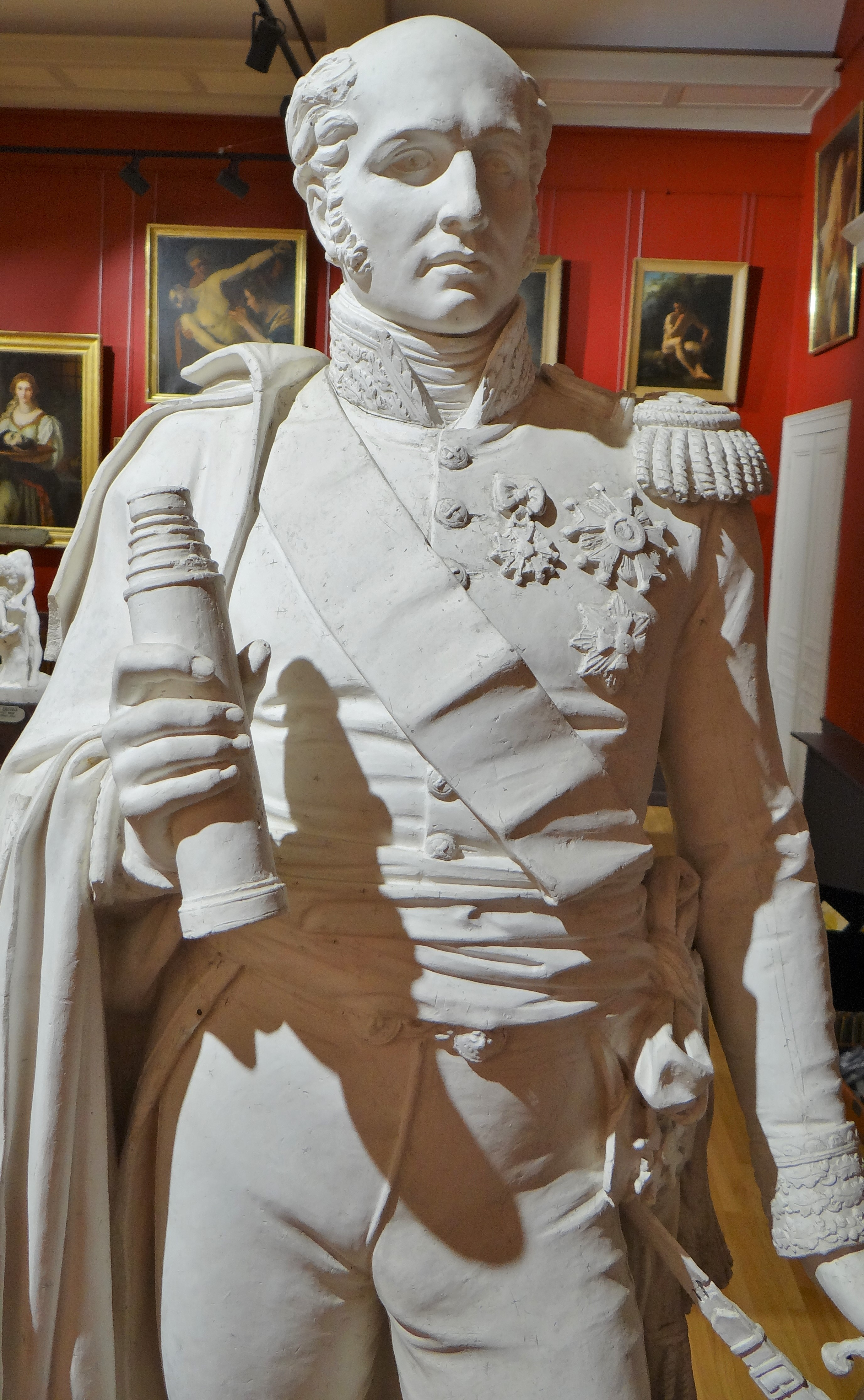
Модель памятника маршалу Даву. Муниципальный музей, Семюр-ан-Осуа, Бургундия
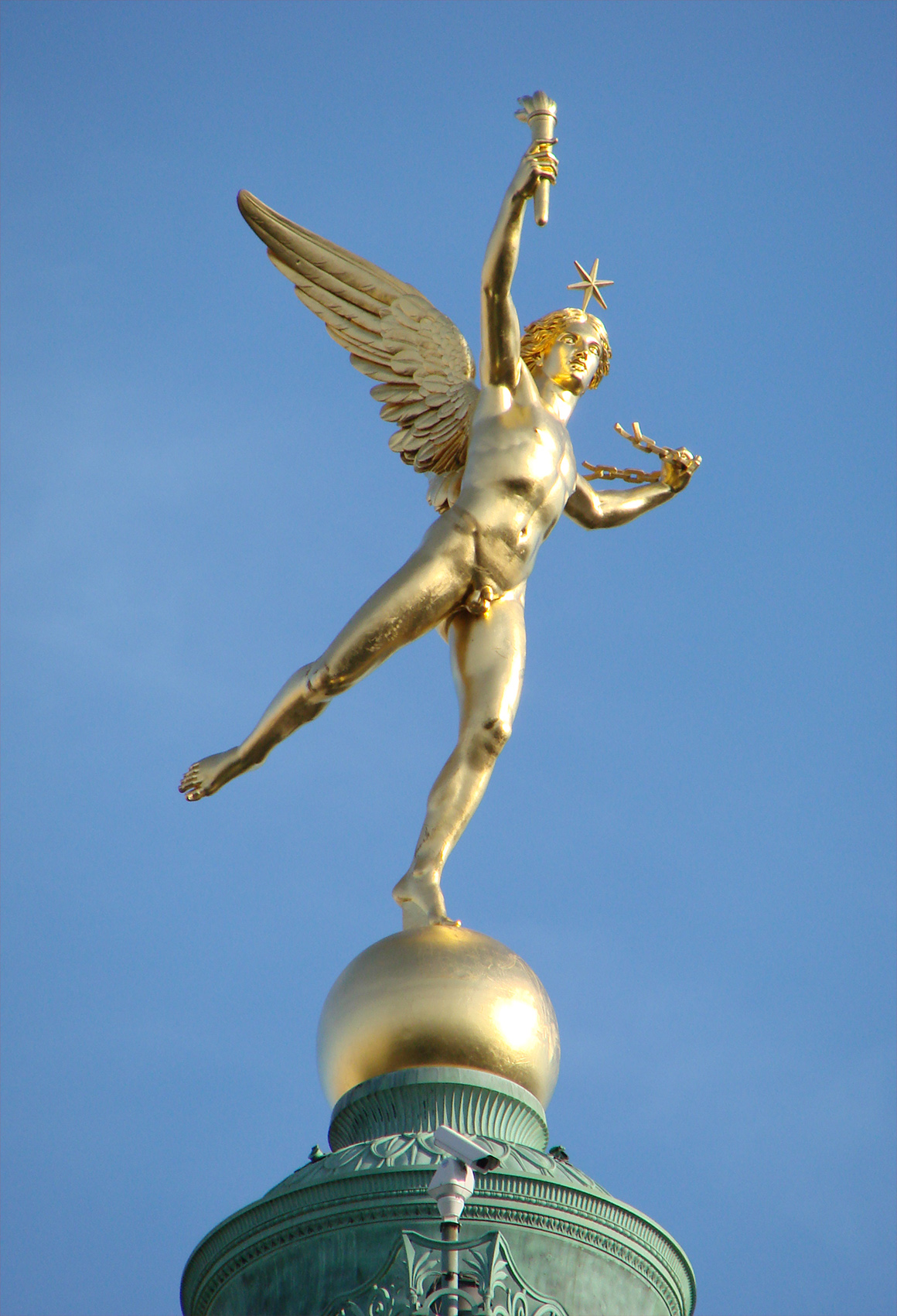
Гений Свободы. Колонна на Площади Бастилии. 1835. Бронза, золочение